# Академія військово-морських сил імені П. С. Нахімова
Академія військово-морських сил імені Павла Степановича Нахімова (АВМС) — вищий навчальний заклад з підготовки військовослужбовців Військово-морських сил, сформований 1 вересня 2009. Академію утворено шляхом реорганізації Севастопольського військово-морського ордена Червоної Зірки інституту імені П. С. Нахімова. Згідно з постановою Кабінету Міністрів, у її складі утворений Військово-морський коледж старшинського складу.

## Історія
ЧВВМУ було засноване у 1937 (здійснювалась підготовка військово-морських офіцерів ракетних спеціальностей),
а СВВМІУ — у 1952 (здійснювалась підготовка військово-морських офіцерів — інженерів-механіків та електромеханіків для надводних кораблів та підводних човнів ВМФ)
АВМС є правонаступником Севастопольського військово-морського ордена Червоної Зірки інституту ім. П. С. Нахімова (наказ Міністра оборони України від 19.06.09 № 323, пункт 3)
Постановою Кабінету Міністрів України № 490 від 19 серпня 1992 р. на базі колишнього Чорноморського вищого військово-морського училища імені П. С. Нахімова та Севастопольського вищого військово-морського інженерного училища створений Севастопольський військово-морський інститут імені П. С. Нахімова (СВМІ).
17 вересня 1994 директивою НГШ ЗСУ № 111/1/069 у СВМІ створений командний (оперативно-тактичний) факультет як структурний підрозділ — для підготовки офіцерів оперативно-тактичного рівня.
08 жовтня 1994 Севастопольському військово-морському інституту вручено Бойовий Прапор.
3 квітня 1996 за директивою заступника Міністра оборони України — Командувача Військово-Морських Сил ЗС України №ДК-22 у СВМІ розгорнуто курсову підготовку офіцерів кораблів та частин ВМС.
20 липня 1999 постановою КМ України № 1291 Севастопольському військово-морському інституту було повернуто ім'я — адмірала П. С. Нахімова.
3 липня 2000 постановою КМ України № 1057 при СВМІ імені П. С. Нахімова створено Військово-морський коледж із завданням підготовки мічманів — техніків, для задоволення потреб ВМС ЗС України у військових фахівцях з кваліфікацією «молодший спеціаліст».
30 жовтня 2000 Указом Президента України № 1173/2000 Севастопольський військово-морський інститут імені П. С. Нахімова перейменовано в Севастопольський військово-морський ордена Червоної Зірки інститут імені П. С. Нахімова.
У 2001 створено сумісну систему підготовки військових фахівців за бюджетні кошти та цивільних фахівців за контрактом за спорідненими спеціальностями та розпочато підготовку цивільних студентів за спеціальністю «Експлуатація суднових енергетичних установок» (з метою збереження досвідчених науково-педагогічних кадрів в умовах скорочення державного замовлення на підготовку військових фахівців). 
В 2002 розпочато підготовку за 3-ма новими спеціальностями: «Судноводіння», «Радіоелектронні пристрої, системи та комплекси», «Захист інформації з обмеженим доступом і автоматизація її обробки».
26 липня 2001, згідно з постановою КМ України № 866 в СВМІ, починаючи з вересня 2002 проводиться навчання студентів за програмою підготовки офіцерів запасу.
29 травня 2006 до складу СВМІ введено Науковий Центр Військово-Морських Сил (на виконання постанови КМ України від 26 квітня 2007 № 666 та рішення колегії Міністерства оборони України, введеного в дію наказом МО України від 29.05.06 № 300).
19 червня 2009 Севастопольський військово-морський ордена Червоної Зірки інститут імені П. С. Нахімова реорганізований шляхом перетворення в Академію військово-морських сил імені П. С. Нахімова з утворенням в її складі Військово-морського коледжу старшинського складу (постанова КМ України від 13.05.09 № 467 «Про заходи щодо подальшої оптимізації мережі вищих військових навчальних закладів та військових навчальних підрозділів вищих навчальних закладів», пункт 2, абзац 2; наказ МО України від 19.06.09 № 323 «Про заходи щодо реорганізації Севастопольського військово-морського ордена Червоної Зірки інституту імені П. С. Нахімова», пункт 1).
З 5 квітня 2014 року у зв'язку з тимчасовою окупацією Севастополя російськими військами Академія Військово-Морських Сил імені П. С. Нахімова продовжила навчальний процес в Одесі. Розформована в 2014 році.

## Факультети
- Факультет озброєння.
- Факультет корабельної енергетики.
- Факультет радіотехніки та захисту інформації.
- Факультет судноводіння та енергетики суден.

## Підрозділи
- Військово-морський коледж старшинського складу
- Військово-морський ліцей
- Кафедра підготовки офіцерів запасу

## Начальники
- Озолін Яків Іванович, флагман 2 рангу, (05.1937 — 07.1938);
- Іпатов Павло Олексійович, капітан 1 рангу, (09.1938 — 09.1940);
- Дрозд Валентин Петрович, контрадмірал, (11.1940 — 02.1941);
- Апостоли Борис Миколайович, капітан 1 рангу, (03.1941 — 11.1941);
- Ладинський Юрій Вікторович (капітан 1 рангу), капітан 1 рангу, (03.1946 — 07.1946);
- Нікітін Борис Вікторович, капітан 1 рангу, (07.1946 — 09.1948);
- Жуков Гаврило Васильович, контрадмірал, (09.1948 — 09.1950);
- Колишкін Іван Олександрович, Герой Радянського Союзу, контрадмірал, (09.1950 — 12.1953);
- Богданов Микола Георгійович, контрадмірал, (12.1953 — 05.1957);
- Октябрьський Пилип Сергійович, Герой Радянського Союзу, адмірал, (05.1957 — 06.1960);
- Кузьмін Олександр Васильович, контрадмірал, (06.1960 — 11.1965);
- Хворостянов Ілля Олексійович, Герой Радянського Союзу, віцеадмірал, (01.1966 — 12.1971);
- Соколан Степан Степанович, віцеадмірал, (12.1971 — 07.1981);
- Авраамов Георгій Миколайович, контрадмірал, (08.1981 — 08.1987);
- Денисенков Володимир Андрійович, контрадмірал, (08.1987 — 08.1992);
- Макаров Віктор Васильович, контрадмірал, (08.1992 — 1996)[5]
- Сичов В'ячеслав Федорович, контрадмірал, (1996—1998)
- Колпаков Володимир Анісімович, контрадмірал, (1998—2004)[6];
- Носенко Віктор Іванович, контрадмірал, (2004—2006)
- Тараненко Сергій Володимирович, контрадмірал (2006—2010)[7],[8]
- Гончаренко Петро Дмитрович, капітан 1 рангу (2010—2012)
- Неїжпапа Олексій Леонідович, капітан 1 рангу (2012—2014)[9]
- Гончаренко Петро Дмитрович, капітан 1 рангу (2014-) в.о.[10]

## Джерело
- Академія військово-морських сил імені П. С. Нахімова [Архівовано 2 квітня 2015 у Wayback Machine.]
- Севастопольський військово-морський інститут імені П. С. Нахімова
- Академія ВМС
- Курсанты Академии имени Нахимова покинули Крым 05 апреля 2014
- «Нахимовцы» прибыли в Одессу со своими преподавателями [Архівовано 7 квітня 2014 у Wayback Machine.]
- Одеса зустріла офіцерів та курсантів Академії Військово-Морських Сил імені П. С. Нахімова 05.04.2014 ПРЕС-СЛУЖБА МІНІСТЕРСТВА ОБОРОНИ УКРАЇНИ [Архівовано 2 березня 2016 у Wayback Machine.]
- Курсантов-патриотов из Севастополя приняла Одесская военная академия [Архівовано 16 квітня 2014 у Wayback Machine.]
- Академія військово-морських сил імені П. С. Нахімова